# Nagy csónakfarkú
A nagy  csónakfarkú (Quiscalus major) a madarak osztályának verébalakúak (Passeriformes) rendjébe, azon belül a csirögefélék (Icteridae) családjába tartozó faj.

## Rendszerezése
A fajt Louis Pierre Vieillot francia ornitológus írta le 1819-ben.

## Alfajai
- Quiscalus major torreyi (Harper, 1934) - Az USA keleti partvidéki államai délen egészen Floidáig
- Quiscalus major westoni (Sprunt Jr, 1934) - Florida
- Quiscalus major alabamensis (Stevenson, 1978) - Florida északnyugati része, Alabama és Mississippi
- Quiscalus major major (Vieillot, 1819) - Louisiana és Texas[2]

## Előfordulása
Az Amerikai Egyesült Államok délkeleti részén, Floridában és az Atlanti-óceán partvidékén honos, kóborlásai során eljut Kanadába és Mexikóba is.
Természetes élőhelyei a tengerpartok, édesvízi mocsarak és folyótorkolatok. Állandó, nem vonuló faj.

## Megjelenése
Átlagos testhossza 39 centiméter, testtömege 93-239 gramm. A hím kékesfekete, a tojó barnás.
|  |  |

## Életmódja
Mindenevő, gerinctelenekkel, gerincesekkel, magvakkal és gumókkal táplálkozik.

## Természetvédelmi helyzete
Az elterjedési területe nagyon nagy, egyedszáma pedig növekszik. A Természetvédelmi Világszövetség Vörös listáján nem fenyegetett fajként szerepel.